# Coupe du monde de ski alpin 2024-2025
Navigation
Saison 2023-2024 Saison 2025-2026
La Coupe du monde de ski alpin 2024-2025 est la 59e édition de la Coupe du monde de ski alpin, compétition organisée annuellement. Les finales de la Coupe du monde ont lieu à Sun Valley. Les tenants du gros globe de cristal sont Marco Odermatt et Lara Gut-Behrami.
En raison de l'Invasion de l'Ukraine par la Russie en 2022, les athlètes russes et biélorusses sont de nouveau interdits de compétition pour toute la saison. Au cours de cette Coupe du monde, Mikaela Shiffrin atteint le 23 février le total historique de 100 victoires en carrière, depuis sa première à l'âge 17 ans, en décembre 2012 à Åre.
Marco Odermatt gagne son quatrième gros globe consécutif dans une saison à huit victoires et seize podiums qui lui permet de s'attribuer aussi les petits globes de la descente, du super-G et du slalom géant. De son côité Federica Brignone dispute à 34 ans la meilleure saison de sa carrière, devenant la plus vieille skieuse à remporter le classement général (son deuxième gros globe après celui gagné en 2019-2020) agrémentant ce trophée de ceux du slalom géant et de la descente.
Henrik Kristoffersen s'adjuge son quatrième petit globe du slalom et Lara Gut-Behrami son sixième du Super-G, un record pour la discipline. Enfin, Zrinka Ljutić qui remporte cette saison ses trois premières victoires en slalom, gagne à 21 ans le petit globe de la spécialité.

## Programme de la saison
La saison commence par la traditionnelle étape d'ouverture les 26 et 27 octobre 2024 à Sölden et se termine par les finales à Sun Valley le 27 mars 2025.

### Saison des messieurs
38 épreuves sont prévues au départ pour les messieurs cette saison et se composent de :
- 9 épreuves de descente
- 8 épreuves de super-G
- 9 épreuves de slalom géant
- 12 épreuves de slalom

Ces épreuves se déroulent sur 19 sites en Europe et en Amérique du Nord.

### Saison des dames
36 épreuves sont prévues au départ pour les dames cette saison et se composent de :
- 7 épreuves de descente
- 9 épreuves de super-G
- 10 épreuves de slalom géant
- 10 épreuves de slalom

Ces épreuves se déroulent sur 20 sites en Europe et en Amérique du Nord.

### Attribution des points
Le système donne 100 points au vainqueur puis un nombre de points décroissant jusqu'à la 30e place. Il a changé plusieurs fois ; le système actuel date de la saison 1992-1993.
| Place                 | 1   | 2  | 3  | 4  | 5  | 6  | 7  | 8  | 9  | 10 | 11 | 12 | 13 | 14 | 15 | 16 | 17 | 18 | 19 | 20 | 21 | 22 | 23 | 24 | 25 | 26 | 27 | 28 | 29 | 30 |
| --------------------- | --- | -- | -- | -- | -- | -- | -- | -- | -- | -- | -- | -- | -- | -- | -- | -- | -- | -- | -- | -- | -- | -- | -- | -- | -- | -- | -- | -- | -- | -- |
| Système actuel 1993 – | 100 | 80 | 60 | 50 | 45 | 40 | 36 | 32 | 29 | 26 | 24 | 22 | 20 | 18 | 16 | 15 | 14 | 13 | 12 | 11 | 10 | 9  | 8  | 7  | 6  | 5  | 4  | 3  | 2  | 1  |

## Tableau d'honneur
| Discipline        | Homme                | Femme             |
| ----------------- | -------------------- | ----------------- |
| Général           | Marco Odermatt       | Federica Brignone |
| Descente          | Marco Odermatt       | Federica Brignone |
| Slalom            | Henrik Kristoffersen | Zrinka Ljutić     |
| Géant             | Marco Odermatt       | Federica Brignone |
| Super-G           | Marco Odermatt       | Lara Gut-Behrami  |
| Coupe des nations | Suisse               | Italie            |
| Coupe des nations | Suisse               |                   |

## Déroulement de la saison
La saison ouvre comme de tradition fin octobre avec le slalom géant sur le glacier Rettenbach à Sölden. Les dames ouvrent le bal le samedi où Mikaela Shiffrin signe le meilleur temps de la première manche, alors que la tenante du gros globe Lara Gut-Behrami déclare forfait. Placée troisième de l'acte initial, Federica Brignone réussit son deuxième passage et l'emporte, alors que Shiffrin se rate et termine cinquième. Alice Robinson et Julia Scheib dont c'est le premier top 3 en Coupe du monde, accompagnent Brignone sur le podium. Chez les hommes le lendemain, Marco Odermatt part avec le dossard N°1 et tombe dans le mur final. Il laisse le champ libre à Alexander Steen Olsen qui mène un triplé norvégien devant Henrik Kristoffersen et Atle Lie McGrath. Ce serait même un quadruplé si Lucas Braathen ne courait pas désormais sous bannière brésilienne. Ce dernier remonte quinze places en deuxième manche pour finir quatrième. Pour sa part, l'octuple vainqueur du gros globe Marcel Hirscher qui revient avec un maillot néerlandais, se classe 23e pour son premier départ en Coupe du monde depuis 2019.
Les 16 et 17 novembre, skieuses et skieurs sont à Levi pour se mesurer sur la Black à l'occasion des premiers slaloms de la saison. Mikaela Shiffrin dont c'est la 98e victoire, sa 61e dans la discipline, son 8e succès à Levi, et Clément Noël qui gagne le 11e slalom de sa carrière, se montrent tout à tour dominants face à la concurrence, Tous deux prennent les commandes en première manche, et tous deux l'emportent avec une large avance, 79/100e pour l'Américaine face à Katharina Liensberger, et lendemain  80/100e pour le Français devant Henrik Kristoffersen. L'Américaine et le Français enchaînent la semaine suivante entre les piquets à Gurgl, tous deux largement devant après la première manche, et tous deux auteurs du doublé dans la discipline, le 99e succès de Shiffrin et le 12e de Noël.
À Killington le week-end des 30 novembre et 1er décembre, les femmes disputent un géant et un slalom. Lors du géant, Mikaela Shiffrin prend la tête après la première manche, en route pour une possible 100e victoire. A mi-pente sur le deuxième tracé, alors qu'elle conserve de l'avance, elle part à la faute, chute, percute deux portes et s'écrase dans les filets. Si elle n'a rien de cassé, elle souffre d'une blessure à l'abdomen avec une plaie profonde du côté droit. La durée de son indisponibilité n'est pas connue. Sara Hector remporte le géant et le lendemain, Camille Rast obtient son premier succès sur la Coupe du monde en s'imposant dans le slalom. Alors que les hommes ne courent pas, Marcel Hirscher se blesse à l'entraînement à Reiteralm (déchirure du ligament croisé antérieur du genou gauche, une blessure qu'il n'avait jamais connue durant sa brillante carrière, de 2004 à 2019), et son retour à la compétition s'achève là.
La saison de vitesse hommes démarre à Beaver Creek où Justin Murisier remporte la première descente de l'hiver devant Marco Odermatt, avant que ce dernier gagne le Super-G en prenant le meilleur sur Cyprien Sarrazin. En revanche le champion olympique, du monde, et détenteur du petit globe du slalom géant commence mal sa saison dans la discipline. Après sa chute à Sölden, seulement huitième de la première manche à 1 s 26 de son compatriote Thomas Tumler, il fait un large et rate une porte sur le deuxième tracé. Odermatt n'a pas encore fini un slalom géant cet hiver. Tumler, pour sa part, remporte à 35 ans la première victoire de sa carrière en Coupe du monde. Mais le triple vainqueur suisse du gros globe de cristal se reprend dans sa discipline de prédilection, en gagnant sur la Face de Bellevarde à Val d'Isère, puis en janvier sur la Chuenisbärgli d'Adelboden, égalant le record d'Ingemar Stenmark sur cette « classique » du slalom géant, en s'y imposant pour la quatrième fois consécutive. Sur cette même piste de l'Oberland Bernois, Clément Noël ouvre l'année 2025 par une victoire en slalom qui est sa troisième de la saison et la treizième de sa carrière, pour devenir le co-recordman français dans la discipline, rejoignant Jean-Noël Augert. À Madonna di Campiglio, c'est Albert Popov qui l'emporte après 65 départs en Coupe du monde, il n'est que le deuxième bulgare à gagner un slalom (ou toute autre discipline) de Coupe du monde, 45 ans après Petar Popangelov.
À Bormio, les épreuves de vitesse des 28 et 29 décembre ont consacré deux nouveaux vainqueurs en Coupe du monde, le Suisse Alexis Monney en descente et le Norvégien Fredrik Møller en Super-G. Avant ces courses, lors de l'entraînement de descente sur la Stelvio qui deviendra une piste olympique en 2026, Cyprien Sarrazin fait une lourde chute. Il doit être opéré d'un hématome intra-crânien puis suivre une longue période de rééducation, sa saison est terminée.
Chez les femmes, en l'absence de Mikaela Shiffrin qui se soigne, et de Petra Vlhova qui n'a toujours pas repris sa carrière depuis sa blessure au genou gauche un an plus tôt, Federica Brignone toujours brillante dans ses trois disciplines (le géant, le Super-G et la descente), accumule les gros points pour naviguer en haut du classement général. Mais la saison consacre aussi de nouvelles gagnantes en Coupe du monde : Camille Rast et Zrinka Ljutić (qui s'imposent toutes deux par deux fois) en slalom, et Lauren Macuga en Super-G.

## Classement général
| Rang | Nom                     | Points | Victoire(s) | Podium(s) |
| ---- | ----------------------- | ------ | ----------- | --------- |
|      | Marco Odermatt          | 1721   | 8           | 16        |
| 2    | Henrik Kristoffersen    | 1116   | 3           | 9         |
| 3    | Loïc Meillard           | 1076   | 3           | 8         |
| 4    | Franjo von Allmen       | 836    | 3           | 7         |
| 5    | Timon Haugan            | 821    | 3           | 5         |
| 6    | Lucas Pinheiro Braathen | 714    |             | 5         |
| 7    | Atle Lie McGrath        | 668    | 1           | 6         |
| 8    | Clément Noël            | 606    | 4           | 5         |
| 9    | Alexis Monney           | 567    | 1           | 5         |
| 10   | Stefan Rogentin         | 555    |             | 4         |
| 11   | Dominik Paris           | 524    | 2           | 3         |
| 12   | Vincent Kriechmayr      | 495    |             | 2         |
| 13   | James Crawford          | 468    | 1           | 2         |
| 14   | Alexander Steen Olsen   | 443    | 2           | 3         |
| 15   | Miha Hrobat             | 440    |             | 3         |
| 16   | Filip Zubčić            | 416    |             | 1         |
| 17   | Justin Murisier         | 399    | 1           | 1         |
| 18   | Mattia Casse            | 382    | 1           | 1         |
| 19   | Nils Allègre            | 369    |             |           |
| 20   | Fabio Gstrein           | 359    |             | 2         |

| Rang | Nom                     | Points | Victoire(s) | Podium(s) |
| ---- | ----------------------- | ------ | ----------- | --------- |
|      | Federica Brignone       | 1594   | 10          | 16        |
| 2    | Lara Gut-Behrami        | 1272   | 3           | 10        |
| 3    | Sofia Goggia            | 931    | 2           | 7         |
| 4    | Zrinka Ljutić           | 816    | 2           | 6         |
| 5    | Sara Hector             | 752    | 2           | 6         |
| 6    | Camille Rast            | 736    | 2           | 4         |
| 7    | Alice Robinson          | 700    | 1           | 7         |
| 8    | Lara Colturi            | 655    |             | 3         |
| 9    | Cornelia Hütter         | 619    | 3           | 4         |
| 10   | Wendy Holdener          | 612    |             | 3         |
| 11   | Katharina Liensberger   | 563    |             | 3         |
| 12   | Paula Moltzan           | 549    |             | 2         |
| 13   | Lena Dürr               | 548    |             | 4         |
| 14   | Kajsa Vickhoff Lie      | 547    |             | 2         |
| 15   | Emma Aicher             | 526    | 2           | 3         |
| 16   | Mikaela Shiffrin        | 537    | 4           | 5         |
| 17   | Lauren Macuga           | 525    | 1           | 2         |
| 18   | Corinne Suter           | 426    |             | 2         |
| 19   | Laura Pirovano          | 404    |             |           |
| 20   | Thea Louise Stjernesund | 398    |             | 1         |

## Classements de chaque discipline

### Descente
| Rang | Nom               | Points | Victoire(s) | Podium(s) |
| ---- | ----------------- | ------ | ----------- | --------- |
|      | Marco Odermatt    | 605    | 2           | 6         |
| 2    | Franjo von Allmen | 522    | 2           | 5         |
| 3    | Alexis Monney     | 327    | 1           | 3         |
| 4    | Miha Hrobat       | 320    |             | 2         |
| 5    | James Crawford    | 270    | 1           | 1         |
| 6    | Dominik Paris     | 262    | 1           | 1         |
| 7    | Justin Murisier   | 257    | 1           | 1         |
| 8    | Stefan Rogentin   | 234    |             | 2         |
| 9    | Cameron Alexander | 194    |             | 2         |
| 10   | Nils Allègre      | 193    |             |           |

| Rang | Nom               | Points | Victoire(s) | Podium(s) |
| ---- | ----------------- | ------ | ----------- | --------- |
|      | Federica Brignone | 384    | 2           | 3         |
| 2    | Cornelia Hütter   | 368    | 2           | 3         |
| 3    | Sofia Goggia      | 350    | 1           | 3         |
| 4    | Lauren Macuga     | 230    |             | 1         |
| 5    | Lara Gut-Behrami  | 229    |             | 1         |
| 6    | Laura Pirovano    | 209    |             |           |
| 7    | Breezy Johnson    | 189    |             | 1         |
| 8    | Ester Ledecká     | 183    |             | 1         |
| 9    | Emma Aicher       | 180    | 1           | 2         |
| 10   | Corinne Suter     | 178    |             | 1         |

### Super-G
| Rang | Nom                | Points | Victoire(s) | Podium(s) |
| ---- | ------------------ | ------ | ----------- | --------- |
|      | Marco Odermatt     | 536    | 3           | 4         |
| 2    | Stefan Rogentin    | 321    |             | 2         |
| 3    | Vincent Kriechmayr | 317    |             | 2         |
| 4    | Franjo von Allmen  | 314    | 1           | 2         |
| 5    | Fredrik Møller     | 270    | 1           | 1         |
| 6    | Dominik Paris      | 262    | 1           | 3         |
| 7    | Mattia Casse       | 260    | 1           | 1         |
| 8    | Alexis Monney      | 240    |             | 2         |
| 9    | Lukas Feurstein    | 236    | 1           | 2         |
| 10   | Raphael Haaser     | 225    |             | 2         |

| Rang | Nom                | Points | Victoire(s) | Podium(s) |
| ---- | ------------------ | ------ | ----------- | --------- |
|      | Lara Gut-Behrami   | 665    | 2           | 6         |
| 2    | Federica Brignone  | 630    | 3           | 7         |
| 3    | Sofia Goggia       | 466    | 1           | 5         |
| 4    | Kajsa Vickhoff Lie | 317    |             | 1         |
| 5    | Elena Curtoni      | 284    |             |           |
| 6    | Lauren Macuga      | 279    | 1           | 1         |
| 7    | Cornelia Hütter    | 251    | 1           | 1         |
| 8    | Corinne Suter      | 248    |             | 1         |
| 9    | Romane Miradoli    | 241    |             | 1         |
| 10   | Ariane Rädler      | 233    |             | 1         |

### Géant
| Rang | Nom                     | Points | Victoire(s) | Podium(s) |
| ---- | ----------------------- | ------ | ----------- | --------- |
|      | Marco Odermatt          | 580    | 3           | 7         |
| 2    | Henrik Kristoffersen    | 454    | 1           | 4         |
| 3    | Loïc Meillard           | 434    | 2           | 3         |
| 4    | Alexander Steen Olsen   | 346    | 2           | 3         |
| 5    | Lucas Pinheiro Braathen | 341    |             | 2         |
| 6    | Thomas Tumler           | 298    | 1           | 2         |
| 7    | Stefan Brennsteiner     | 284    |             | 1         |
| 8    | Žan Kranjec             | 277    |             | 1         |
| 9    | Filip Zubčić            | 262    |             |           |
| 10   | Luca de Aliprandini     | 237    |             | 1         |

| Rang | Nom                     | Points | Victoire(s) | Podium(s) |
| ---- | ----------------------- | ------ | ----------- | --------- |
|      | Federica Brignone       | 580    | 5           | 6         |
| 2    | Alice Robinson          | 520    | 1           | 7         |
| 3    | Sara Hector             | 447    | 2           | 4         |
| 4    | Thea Louise Stjernesund | 381    |             | 1         |
| 5    | Lara Colturi            | 379    |             | 2         |
| 6    | Lara Gut-Behrami        | 378    | 1           | 3         |
| 7    | Paula Moltzan           | 286    |             | 1         |
| 8    | Zrinka Ljutić           | 275    |             | 1         |
| 9    | Julia Scheib            | 260    |             | 1         |
| 10   | Camille Rast            | 244    |             | 1         |

### Slalom
| Rang | Nom                     | Points | Victoire(s) | Podium(s) |
| ---- | ----------------------- | ------ | ----------- | --------- |
|      | Henrik Kristoffersen    | 662    | 2           | 5         |
| 2    | Loïc Meillard           | 610    | 1           | 5         |
| 3    | Timon Haugan            | 609    | 3           | 5         |
| 4    | Clément Noël            | 606    | 4           | 5         |
| 5    | Atle Lie McGrath        | 474    | 1           | 5         |
| 6    | Lucas Pinheiro Braathen | 373    |             | 3         |
| 7    | Fabio Gstrein           | 359    |             | 2         |
| 8    | Tanguy Nef              | 327    |             |           |
| 9    | Manuel Feller           | 305    |             | 2         |
| 9    | Linus Strasser          | 305    |             |           |

| Rang | Nom                   | Points | Victoire(s) | Podium(s) |
| ---- | --------------------- | ------ | ----------- | --------- |
|      | Zrinka Ljutić         | 541    | 3           | 4         |
| 2    | Katharina Liensberger | 509    |             | 3         |
| 3    | Camille Rast          | 492    | 2           | 3         |
| 4    | Mikaela Shiffrin      | 486    | 4           | 5         |
| 5    | Lena Dürr             | 473    |             | 4         |
| 6    | Wendy Holdener        | 469    |             | 3         |
| 7    | Anna Swenn-Larsson    | 347    |             | 2         |
| 8    | Mélanie Meillard      | 310    |             |           |
| 9    | Sara Hector           | 305    |             | 2         |
| 10   | Lara Colturi          | 276    |             | 1         |

## Coupe des nations
| Rang | Nation     | Points | Victoire(s) | Podium(s) |
| ---- | ---------- | ------ | ----------- | --------- |
| 1    | Suisse     | 10823  | 22          | 64        |
| 2    | Autriche   | 7459   | 5           | 23        |
| 3    | Italie     | 6399   | 15          | 30        |
| 4    | Norvège    | 5098   | 10          | 27        |
| 5    | États-Unis | 4179   | 5           | 13        |
| 6    | France     | 3347   | 4           | 8         |
| 7    | Allemagne  | 2107   | 2           | 7         |
| 8    | Suède      | 1884   | 2           | 9         |
| 9    | Slovénie   | 1681   |             | 5         |
| 10   | Canada     | 1567   | 1           | 4         |

| Rang | Nation     | Points | Victoire(s) | Podium(s) |
| ---- | ---------- | ------ | ----------- | --------- |
| 1    | Suisse     | 6695   | 17          | 44        |
| 2    | Autriche   | 3967   | 1           | 12        |
| 3    | Norvège    | 3735   | 10          | 24        |
| 4    | France     | 2575   | 4           | 7         |
| 5    | Italie     | 2143   | 3           | 6         |
| 6    | États-Unis | 1275   |             | 2         |
| 7    | Canada     | 975    | 1           | 4         |
| 8    | Slovénie   | 827    |             | 4         |
| 9    | Allemagne  | 761    |             |           |
| 10   | Brésil     | 714    |             | 5         |

| Rang | Nation     | Points | Victoire(s) | Podium(s) |
| ---- | ---------- | ------ | ----------- | --------- |
| 1    | Italie     | 4256   | 12          | 24        |
| 2    | Suisse     | 4128   | 5           | 20        |
| 3    | Autriche   | 3492   | 4           | 11        |
| 4    | États-Unis | 2904   | 5           | 11        |
| 5    | Suède      | 1554   | 2           | 8         |
| 6    | Norvège    | 1363   |             | 3         |
| 7    | Allemagne  | 1346   | 2           | 7         |
| 8    | Slovénie   | 854    |             | 1         |
| 9    | Croatie    | 842    | 3           | 5         |
| 10   | France     | 772    |             | 1         |

## Calendrier et résultats

### Messieurs
| N°                                                    | Lieu                   | Date             | Épreuve  | Vainqueur                                                                                     | Deuxième                                                                                      | Troisième                                                                                     |
| ----------------------------------------------------- | ---------------------- | ---------------- | -------- | --------------------------------------------------------------------------------------------- | --------------------------------------------------------------------------------------------- | --------------------------------------------------------------------------------------------- |
| 1                                                     | Sölden                 | 27 octobre 2024  | Géant    | Alexander Steen Olsen                                                                         | Henrik Kristoffersen                                                                          | Atle Lie McGrath                                                                              |
| 2                                                     | Levi                   | 17 novembre 2024 | Slalom   | Clément Noël                                                                                  | Henrik Kristoffersen                                                                          | Loic Meillard                                                                                 |
| 3                                                     | Gurgl                  | 24 novembre 2024 | Slalom   | Clément Noël                                                                                  | Kristoffer Jakobsen                                                                           | Atle Lie McGrath                                                                              |
| 4                                                     | Beaver Creek           | 6 décembre 2024  | Descente | Justin Murisier                                                                               | Marco Odermatt                                                                                | Miha Hrobat                                                                                   |
| 5                                                     | Beaver Creek           | 7 décembre 2024  | Super G  | Marco Odermatt                                                                                | Cyprien Sarrazin                                                                              | Lukas Feurstein                                                                               |
| 6                                                     | Beaver Creek           | 8 décembre 2024  | Géant    | Thomas Tumler                                                                                 | Lucas Pinheiro Braathen                                                                       | Žan Kranjec                                                                                   |
| 7                                                     | Val d'Isère            | 14 décembre 2024 | Géant    | Marco Odermatt                                                                                | Patrick Feurstein                                                                             | Stefan Brennsteiner                                                                           |
| 8                                                     | Val d'Isère            | 15 décembre 2024 | Slalom   | Henrik Kristoffersen                                                                          | Atle Lie McGrath                                                                              | Loic Meillard                                                                                 |
| 9                                                     | Val Gardena            | 20 décembre 2024 | Super-G  | Mattia Casse                                                                                  | Jared Goldberg                                                                                | Marco Odermatt                                                                                |
| 10                                                    | Val Gardena            | 21 décembre 2024 | Descente | Marco Odermatt                                                                                | Franjo von Allmen                                                                             | Ryan Cochran-Siegle                                                                           |
| 11                                                    | Alta Badia             | 22 décembre 2024 | Géant    | Marco Odermatt                                                                                | Léo Anguenot                                                                                  | Alexander Steen Olsen                                                                         |
| 12                                                    | Alta Badia             | 23 décembre 2024 | Slalom   | Timon Haugan                                                                                  | Loic Meillard                                                                                 | Atle Lie McGrath                                                                              |
| 13                                                    | Bormio                 | 28 décembre 2024 | Descente | Alexis Monney                                                                                 | Franjo von Allmen                                                                             | Cameron Alexander                                                                             |
| 14                                                    | Bormio                 | 29 décembre 2024 | Super-G  | Fredrik Møller                                                                                | Vincent Kriechmayr                                                                            | Alexis Monney                                                                                 |
| 15                                                    | Madonna                | 8 janvier 2025   | Slalom,  | Albert Popov                                                                                  | Loic Meillard                                                                                 | Samuel Kolega                                                                                 |
| 16                                                    | Adelboden              | 11 janvier 2025  | Slalom   | Clément Noël                                                                                  | Lucas Pinheiro Braathen                                                                       | Henrik Kristoffersen                                                                          |
| 17                                                    | Adelboden              | 12 janvier 2025  | Géant    | Marco Odermatt                                                                                | Loic Meillard                                                                                 | Luca de Aliprandini                                                                           |
| 18                                                    | Wengen                 | 17 janvier 2025  | Super G  | Franjo von Allmen                                                                             | Vincent Kriechmayr                                                                            | Stefan Rogentin                                                                               |
| 19                                                    | Wengen                 | 18 janvier 2025  | Descente | Marco Odermatt                                                                                | Franjo von Allmen                                                                             | Miha Hrobat                                                                                   |
| 20                                                    | Wengen                 | 19 janvier 2025  | Slalom   | Atle Lie McGrath                                                                              | Timon Haugan                                                                                  | Henrik Kristoffersen                                                                          |
| 21                                                    | Kitzbühel              | 24 janvier 2025  | Super G  | Marco Odermatt                                                                                | Raphael Haaser                                                                                | Stefan Rogentin                                                                               |
| 22                                                    | Kitzbühel              | 25 janvier 2025  | Descente | James Crawford                                                                                | Alexis Monney                                                                                 | Cameron Alexander                                                                             |
| 23                                                    | Kitzbühel              | 26 janvier 2025  | Slalom   | Clément Noël                                                                                  | Alex Vinatzer                                                                                 | Lucas Pinheiro Braathen                                                                       |
| 24                                                    | Schladming             | 28 janvier 2025  | Géant    | Alexander Steen Olsen                                                                         | Henrik Kristoffersen                                                                          | Marco Odermatt                                                                                |
| 25                                                    | Schladming             | 29 janvier 2025  | Slalom   | Timon Haugan                                                                                  | Manuel Feller                                                                                 | Fabio Gstrein                                                                                 |
| -                                                     | Garmisch-Partenkirchen | 2 février 2025   | Descente | Annulée en raison d'une mauvaise visibilité . La descente est reprise à Kvitfjell le 7 mars . | Annulée en raison d'une mauvaise visibilité . La descente est reprise à Kvitfjell le 7 mars . | Annulée en raison d'une mauvaise visibilité . La descente est reprise à Kvitfjell le 7 mars . |
| Saalbach Championnats du monde (4 au 16 février 2025) |                        |                  |          |                                                                                               |                                                                                               |                                                                                               |
| 26                                                    | Crans-Montana          | 22 février 2025  | Descente | Franjo von Allmen                                                                             | Marco Odermatt                                                                                | Alexis Monney                                                                                 |
| 27                                                    | Crans-Montana          | 23 février 2025  | Super G  | Marco Odermatt                                                                                | Alexis Monney                                                                                 | Dominik Paris                                                                                 |
| 28                                                    | Kranjska Gora          | 1er mars 2025    | Géant    | Henrik Kristoffersen                                                                          | Lucas Pinheiro Braathen                                                                       | Marco Odermatt                                                                                |
| 29                                                    | Kranjska Gora          | 2 mars 2025      | Slalom   | Henrik Kristoffersen                                                                          | Timon Haugan                                                                                  | Manuel Feller                                                                                 |
| 30                                                    | Kvitfjell              | 7 mars 2025      | Descente | Dominik Paris                                                                                 | Marco Odermatt                                                                                | Stefan Rogentin                                                                               |
| 31                                                    | Kvitfjell              | 8 mars 2025      | Descente | Franjo von Allmen                                                                             | Marco Odermatt                                                                                | Stefan Rogentin                                                                               |
| 32                                                    | Kvitfjell              | 9 mars 2025      | Super G  | Dominik Paris                                                                                 | James Crawford                                                                                | Miha Hrobat                                                                                   |
| 33                                                    | Hafjell                | 15 mars 2025     | Géant    | Loïc Meillard                                                                                 | Marco Odermatt                                                                                | Thomas Tumler                                                                                 |
| 34                                                    | Hafjell                | 16 mars 2025     | Slalom   | Loïc Meillard                                                                                 | Atle Lie McGrath                                                                              | Lucas Pinheiro Braathen                                                                       |
| Finales                                               |                        |                  |          |                                                                                               |                                                                                               |                                                                                               |
| -                                                     | Sun Valley             | 22 mars 2025     | Descente | Annulée en raison de bourrasques .                                                            | Annulée en raison de bourrasques .                                                            | Annulée en raison de bourrasques .                                                            |
| 35                                                    | Sun Valley             | 23 mars 2025     | Super G  | Lukas Feurstein                                                                               | Raphael Haaser                                                                                | Franjo von Allmen                                                                             |
| 36                                                    | Sun Valley             | 26 mars 2025     | Géant    | Loïc Meillard                                                                                 | Marco Odermatt                                                                                | Henrik Kristoffersen                                                                          |
| 37                                                    | Sun Valley             | 27 mars 2025     | Slalom   | Timon Haugan                                                                                  | Clément Noël                                                                                  | Fabio Gstrein                                                                                 |

### Dames
| N°                                                    | Lieu                   | Date             | Épreuve      | Vainqueur                                                                               | Deuxième                                                                                | Troisième                                                                               |
| ----------------------------------------------------- | ---------------------- | ---------------- | ------------ | --------------------------------------------------------------------------------------- | --------------------------------------------------------------------------------------- | --------------------------------------------------------------------------------------- |
| 1                                                     | Sölden                 | 26 octobre 2024  | Géant        | Federica Brignone                                                                       | Alice Robinson                                                                          | Julia Scheib                                                                            |
| 2                                                     | Levi                   | 16 novembre 2024 | Slalom       | Mikaela Shiffrin                                                                        | Katharina Liensberger                                                                   | Lena Dürr                                                                               |
| 3                                                     | Gurgl                  | 23 novembre 2024 | Slalom       | Mikaela Shiffrin                                                                        | Lara Colturi                                                                            | Camille Rast                                                                            |
| 4                                                     | Killington             | 30 novembre 2024 | Géant        | Sara Hector                                                                             | Zrinka Ljutić                                                                           | Camille Rast                                                                            |
| 5                                                     | 1er décembre 2024      | Slalom           | Camille Rast | Wendy Holdener Anna Swenn-Larsson                                                       | –                                                                                       |                                                                                         |
| -                                                     | Tremblant              | 7 décembre 2024  | Géant        | Annulés à cause d'u manque de neige. L'un des deux géants est reprogrammé à Sestrières. | Annulés à cause d'u manque de neige. L'un des deux géants est reprogrammé à Sestrières. | Annulés à cause d'u manque de neige. L'un des deux géants est reprogrammé à Sestrières. |
| -                                                     | Tremblant              | 8 décembre 2024  | Géant        | Annulés à cause d'u manque de neige. L'un des deux géants est reprogrammé à Sestrières. | Annulés à cause d'u manque de neige. L'un des deux géants est reprogrammé à Sestrières. | Annulés à cause d'u manque de neige. L'un des deux géants est reprogrammé à Sestrières. |
| 6                                                     | Beaver Creek           | 14 décembre 2024 | Descente     | Cornelia Hütter                                                                         | Sofia Goggia                                                                            | Lara Gut-Behrami                                                                        |
| 7                                                     | Beaver Creek           | 15 décembre 2024 | Super G      | Sofia Goggia                                                                            | Lara Gut-Behrami                                                                        | Ariane Rädler                                                                           |
| 8                                                     | Saint-Moritz           | 21 décembre 2024 | Super G      | Cornelia Hütter                                                                         | Lara Gut-Behrami                                                                        | Sofia Goggia                                                                            |
| -                                                     | Saint-Moritz           | 22 décembre 2024 | Super G      | Annulée en raison d'un vent fort et d'une mauvaise visibilité .                         | Annulée en raison d'un vent fort et d'une mauvaise visibilité .                         | Annulée en raison d'un vent fort et d'une mauvaise visibilité .                         |
| 9                                                     | Semmering              | 28 décembre 2024 | Géant        | Federica Brignone                                                                       | Sara Hector                                                                             | Alice Robinson                                                                          |
| 10                                                    | Semmering              | 29 décembre 2024 | Slalom       | Zrinka Ljutić                                                                           | Lena Dürr                                                                               | Katharina Liensberger                                                                   |
| 11                                                    | Kranjska Gora          | 4 janvier 2025   | Géant        | Sara Hector                                                                             | Lara Colturi                                                                            | Alice Robinson                                                                          |
| 12                                                    | Kranjska Gora          | 5 janvier 2025   | Slalom       | Zrinka Ljutić                                                                           | Wendy Holdener                                                                          | Anna Swenn-Larsson                                                                      |
| 13                                                    | Saint-Anton            | 11 janvier 2025  | Descente     | Federica Brignone                                                                       | Malorie Blanc                                                                           | Ester Ledecká                                                                           |
| 14                                                    | Saint-Anton            | 12 janvier 2025  | Super G      | Lauren Macuga                                                                           | Stephanie Venier                                                                        | Federica Brignone                                                                       |
| 15                                                    | Flachau                | 14 janvier 2025  | Slalom       | Camille Rast                                                                            | Wendy Holdener                                                                          | Sara Hector                                                                             |
| 16                                                    | Cortina d’Ampezzo      | 18 janvier 2025  | Descente     | Sofia Goggia                                                                            | Kajsa Vickhoff Lie                                                                      | Federica Brignone                                                                       |
| 17                                                    | Cortina d’Ampezzo      | 19 janvier 2025  | Super G      | Federica Brignone                                                                       | Lara Gut-Behrami                                                                        | Corinne Suter                                                                           |
| 18                                                    | Kronplatz              | 21 janvier 2025  | Géant        | Alice Robinson                                                                          | Lara Gut-Behrami                                                                        | Paula Moltzan                                                                           |
| 19                                                    | Garmisch-Partenkirchen | 25 janvier 2025  | Descente     | Federica Brignone                                                                       | Sofia Goggia                                                                            | Corinne Suter                                                                           |
| 20                                                    | Garmisch-Partenkirchen | 26 janvier 2025  | Super G      | Lara Gut-Behrami                                                                        | Kajsa Vickhoff Lie                                                                      | Federica Brignone                                                                       |
| 21                                                    | Courchevel             | 30 janvier 2025  | Slalom       | Zrinka Ljutić                                                                           | Sara Hector                                                                             | Lena Dürr                                                                               |
| Saalbach Championnats du monde (4 au 16 février 2025) |                        |                  |              |                                                                                         |                                                                                         |                                                                                         |
| 22                                                    | Sestrières             | 21 février 2025  | Géant        | Federica Brignone                                                                       | Alice Robinson                                                                          | Thea Louise Stjernesund                                                                 |
| 23                                                    | Sestrières             | 22 février 2025  | Géant        | Federica Brignone                                                                       | Lara Gut-Behrami                                                                        | Alice Robinson                                                                          |
| 24                                                    | Sestrières             | 23 février 2025  | Slalom       | Mikaela Shiffrin                                                                        | Zrinka Ljutić                                                                           | Paula Moltzan                                                                           |
| 25                                                    | Kvitfjell              | 28 février 2025  | Descente     | Cornelia Hütter                                                                         | Emma Aicher                                                                             | Breezy Johnson                                                                          |
| 26                                                    | Kvitfjell              | 1er mars 2025    | Descente     | Emma Aicher                                                                             | Lauren Macuga                                                                           | Cornelia Hütter                                                                         |
| 27                                                    | Kvitfjell              | 2 mars 2025      | Super G      | Federica Brignone                                                                       | Lara Gut-Behrami                                                                        | Sofia Goggia                                                                            |
| 28                                                    | Åre                    | 8 mars 2025      | Géant        | Federica Brignone                                                                       | Alice Robinson                                                                          | Lara Colturi                                                                            |
| 29                                                    | Åre                    | 9 mars 2025      | Slalom       | Katharina Truppe                                                                        | Katharina Liensberger                                                                   | Mikaela Shiffrin                                                                        |
| 30                                                    | La Thuile              | 13 mars 2025     | Super G      | Emma Aicher                                                                             | Sofia Goggia                                                                            | Federica Brignone                                                                       |
| 31                                                    | La Thuile              | 14 mars 2025     | Super G      | Federica Brignone                                                                       | Sofia Goggia                                                                            | Romane Miradoli                                                                         |
| Finales                                               |                        |                  |              |                                                                                         |                                                                                         |                                                                                         |
| -                                                     | Sun Valley             | 22 mars 2025     | Descente     | Annulée en raison de bourrasques.                                                       | Annulée en raison de bourrasques.                                                       | Annulée en raison de bourrasques.                                                       |
| 32                                                    | Sun Valley             | 23 mars 2025     | Super G      | Lara Gut-Behrami                                                                        | Lindsey Vonn                                                                            | Federica Brignone                                                                       |
| 33                                                    | Sun Valley             | 25 mars 2025     | Géant        | Lara Gut-Behrami                                                                        | Federica Brignone                                                                       | Sara Hector                                                                             |
| 34                                                    | Sun Valley             | 27 mars 2025     | Slalom       | Mikaela Shiffrin                                                                        | Lena Dürr                                                                               | Andreja Slokar                                                                          |